# شب‌پره‌های تاج‌دار
شب‌پره‌واران تاج‌دار (به لاتین: Lophocoronoidea) یک بالاخانواده از حشرات در راسته پروانه‌سانان است. یک سرده موجود به نام شب‌پره‌های تاج‌دار (Lophocorona) در خانواده شب‌پرگان تاج‌دار (Lophocoronidae) وجود دارد. این شب‌پره‌های کوچک و آغازین محدود به استرالیا هستند که زیست‌شناسی آنها تا حد زیادی ناشناخته است (کامن، ۱۹۹۰؛ کریستنسن و نیلسن، ۱۹۹۶؛ کریستنسن، ۱۹۹۹).
نام Lophocorona به معنی سیتغ‌تاجان است.